# Euplassa venezuelana
Euplassa venezuelana är en tvåhjärtbladig växtart som beskrevs av Julian Alfred Steyermark. Euplassa venezuelana ingår i släktet Euplassa och familjen Proteaceae. Inga underarter finns listade i Catalogue of Life.